# Зодиак
Вижте пояснителната страница за други значения на Зодиак.
Зодиак е видимият път на Слънцето, който то изминава по небесната сфера за една година. Думата има гръцки произход, като се използва и в по-широк контекст, включващ и други традиции.
Земята обикаля около Слънцето, като прави една обиколка за година. На наблюдател от Земята изглежда, че Слънцето се движи сред звездите, като след една година се връща на първоначалното си място. Годишният път на Слънцето сред звездите се нарича еклиптика или зодиакален кръг и представлява проекцията на земната орбита върху небесната сфера.
Интересът към тази част от небето е довел до разделянето ѝ на 12 равни части, назовани с имената на намиращите се там съзвездия. Те се наричат зодиакални съзвездия и могат да се използват като своеобразен календар, тъй като Слънцето преминава през всяко зодиакално съзвездие за един месец. Поради прецесията на земната ос точките на пролетното и есенното равноденствие бавно се придвижват на фона на звездите, поради което датата на преминаване на Слънцето от едно съзвездие в друго постепенно се променя.

## Етимология
Думата е навлязла в повечето европейски езици през латински, като транскрипцията на гръцкото прилагателно, с което се описва очертавания на небето кръг (ζῳδιακὸς κύκλος). Повечето от съзвездията, през които минава еклиптиката, са наречени на „животни“ (ζῴδιον, като умалително от ζῷον). На български език се използва думата „зодия“ или синонимът „слънчев знак“, т.е. място върху еклиптиката.

## 12-те зодии
Тропическият зодиак се състои от 12 равни дяла от еклиптиката, обозначени с традиционните имена и знаци:
| №  | Зодия    | Зодия       | Зодия          | Зодия       | Символ | Дължина на еклиптиката |
| №  | Име      | на латински | на старогръцки | на санскрит | Символ | Дължина на еклиптиката |
| -- | -------- | ----------- | -------------- | ----------- | ------ | ---------------------- |
| 1  | Овен     | Aries       | Κριός          | मेष          | ♈︎ ♈️  | 0°                     |
| 2  | Телец    | Taurus      | Ταῦρος         | वृषभ         | ♉︎ ♉️  | 30°                    |
| 3  | Близнаци | Gemini      | Δίδυμοι        | मिथुन         | ♊︎ ♊️  | 60°                    |
| 4  | Рак      | Cancer      | Καρκῖνος       | कर्कट        | ♋︎ ♋️  | 90°                    |
| 5  | Лъв      | Leo         | Λέων           | सिंह          | ♌︎ ♌️  | 120°                   |
| 6  | Дева     | Virgo       | Παρθένος       | कन्या         | ♍︎ ♍️  | 150°                   |
| 7  | Везни    | Libra       | Ζυγός          | तुला          | ♎︎ ♎️  | 180°                   |
| 8  | Скорпион | Scorpio     | Σκoρπιός       | वृश्चिक        | ♏︎ ♏️  | 210°                   |
| 9  | Стрелец  | Sagittarius | Τοξότης        | धनुष         | ♐︎ ♐️  | 240°                   |
| 10 | Козирог  | Capricorn   | Αἰγόκερως      | मकर         | ♑︎ ♑️  | 270°                   |
| 11 | Водолей  | Aquarius    | Ὑδροχόος       | कुम्भ         | ♒︎ ♒️  | 300°                   |
| 12 | Риби     | Pisces      | Ἰχθύες         | मीन          | ♓︎ ♓️  | 330°                   |

## История и други традиции
Когато се говори за „зодиак“ в други историко-културни традиции следва да се правят съответни уговорки. Например в Китай е традиционна календарна схема от 12 години, всяка определяна с името на животно и тя е в известен смисъл аналог на западния тропически зодиак.
Ранни култури са проследявали пътя на Луната и са ползвали свой 'сидерален зодиак'
Римският зодиак се е състоял от 13 зодиакални знака, определени от съзвездия, а според други мнения те са били 14; египетският хороскоп – от 24, отговарящи на египетските божества. Келтският или Галският зодиакален кръг включва 22 зодиакални знака, изразени чрез 15 дървета, а зодиакът на цветята тълкува човешкия характер чрез 36 зодии. 

## „13-а зодия“
През 1928 г., когато Международният астрономически съюз задава нови конвенционални очертания на утвърдените съзвездия, се оказва, че еклиптиката пресича границите на Змиеносец. Така то може да бъде добавено към списъка на 12-те зодиакални съзвездия. Без да прави уточнения популярната преса в 1995 г. се опитва да направи от това сензация. Впоследствие е предложен дори и нов символ: 

## Зодиакални знаци и съответните дати и съзвездия
Тропическият зодиак устойчиво свързва датите от календара и зодиите, чиято продължителност е 1/12 от годината (т.е 365.24/12 дни). Те имат същата продължителност и в сидерическия зодиак, но поради прецесията началните им дати бавно се променят. За конвенционално установените граници на съзвездията времетраенията са различни, но с константни продължителности, като началните им дати също бавно се менят.
| Зодиакален знак | Зодиакален знак | Зодиакален знак                          | Зодиакален знак            | Съзвездие | Съзвездие                  | Съзвездие         | Съзвездие       |
| Име             | Символ          | Тропически зодиак                        | Сидерически зодиак         | Име       | Период                     | Продължи- телност | Най-ярка звезда |
| --------------- | --------------- | ---------------------------------------- | -------------------------- | --------- | -------------------------- | ----------------- | --------------- |
| Овен            | Aries           | 21 март – 20 април                       | 14 април – 14 май          | Овен      | 19 април – 14 май          | 25,5 дни          | Хамал           |
| Телец           | Taurus          | 21 април – 21 май                        | 14 май – 14 юни            | Телец     | 14 май – 21 юни            | 38,2 дни          | Алдебаран       |
| Близнаци        | Gemini          | 22 май – 21 юни                          | 14 юни – 14 юли            | Близнаци  | 21 юни – 21 юли            | 29,3 дни          | Полукс          |
| Рак             | Cancer          | 22 юни – 22 юли                          | 14 юли – 14 август         | Рак       | 21 юли – 11 август         | 21,1 дни          | Алтарф          |
| Лъв             | Leo             | 23 юли – 22 август                       | 14 август – 13 септември   | Лъв       | 11 август – 17 септември   | 36,9 дни          | Регул           |
| Дева            | Virgo           | 23 август – 22 септември                 | 13 септември – 14 октомври | Дева      | 17 септември – 31 октомври | 44,5 дни          | Спика           |
| Везни           | Libra           | 23 септември – 22 октомври               | 14 октомври – 13 ноември   | Везни     | 31 октомври – 21 ноември   | 21,1 дни          | Зубен Ел Шемали |
| Скорпион        | Scorpio         | 23 октомври – 22 ноември                 | 13 ноември – 14 декември   | Скорпион  | 21 ноември – 30 ноември    | 8,4 дни           | Антарес         |
| Змиеносец       |                 | 27 ноември – 17 декември (предполагаемо) | n/a                        | Змиеносец | 30 ноември – 18 декември   | 18,4 дни          | Рас Алгети      |
| Стрелец         | Sagittarius     | 23 ноември – 21 декември                 | 14 декември – 13 януари    | Стрелец   | 18 декември – 21 януари    | 33,6 дни          | Каус Аустралис  |
| Козирог         | Capricornus     | 22 декември – 20 януари                  | 13 януари – 12 февруари    | Козирог   | 21 януари – 17 февруари    | 27,4 дни          | Денеб Алджеди   |
| Водолей         | Aquarius        | 19 януари – 19 февруари                  | 12 февруари – 14 март      | Водолей   | 17 февруари – 12 март      | 23,9 дни          | Садалсууд       |
| Риби            | Pisces          | 20 февруари – 20 март                    | 14 март – 14 април         | Риби      | 12 март – 19 април         | 37,7 дни          | Кулат Нуну      |